# Veslování na Letních olympijských hrách 1924
Veslování na Letních olympijských hrách 1924 v Paříži.

## Medailisté

### Muži
| Disciplína              | Zlato | Stříbro | Bronz |
| Skif                    | Jack Beresford · Velká Británie (GBR) | William Gilmore · Spojené státy americké (USA) | Josef Schneider · Švýcarsko (SUI) |
| Dvojskif                | Spojené státy americké (USA) · Paul Costello · John Brendan Kelly | Francie (FRA) · Marc Detton · Jean-Pierre Stock | Švýcarsko (SUI) · Rudolf Bosshard · Heinrich Thoma |
| Dvojka bez kormidelníka | Nizozemsko (NED) · Teun Beijnen · Willy Rösingh | Francie (FRA) · Maurice Bouton · Georges Piot | nebyla udělena |
| Dvojka s kormidelníkem  | Švýcarsko (SUI) · Édouard Candeveau · Alfred Felber · Émile Lachapelle | Itálie (ITA) · Ercole Olgeni · Giovanni Scatturin · Gino Sopracordevole                                                                                      | Spojené státy americké (USA) · Leon Butler · Harold Wilson · Edward Jennings |
| Čtyřka bez kormidelníka | Velká Británie (GBR) · Charles Eley · James MacNabb · Robert Morrison · Terence Sanders | Kanada (CAN) · Archibald Black · George MacKay · Colin Finlayson · William Wood                                                                              | Švýcarsko (SUI) · Emile Albrecht · Alfred Probst · Eugen Sigg · Hans Walter |
| Čtyřka s kormidelníkem  | Švýcarsko (SUI) · Emile Albrecht · Alfred Probst · Eugen Sigg · Hans Walter · Walter Lossli | Francie (FRA) · Eugène Constant · Louis Gressier · Georges Lecointe · Raymond Talleux · Ernest Barberolle                                                    | Spojené státy americké (USA) · Robert Gerhardt · Sidney Jelinek · Edward Mitchell · Henry Welsford · John Kennedy                                                                         |
| Osmiveslice             | Spojené státy americké (USA) · Leonard Carpenter · Howard Kingsbury · Alfred Lindley · John Miller · James Rockefeller · Frederick Sheffield · Benjamin Spock · Alfred Wilson · Laurence Stoddard | Kanada (CAN) · Arthur Bell · Robert Hunter · William Langford · Harold Little · John Smith · Warren Snyder · Norman Taylor · William Wallace · Ivor Campbell | Itálie (ITA) · Antonio Cattalinich · Francesco Cattalinich · Simeone Cattalinich · Giuseppe Crivelli · Latino Galasso · Pietro Ivanov · Bruno Sorich · Carlo Toniatti · Vittorio Gliubich |

## Přehled medailí
| Pořadí | Země                         | Zlato | Stříbro | Bronz | Celkově |
| ------ | ---------------------------- | ----- | ------- | ----- | ------- |
| 1      | Spojené státy americké (USA) | 2     | 1       | 2     | 5       |
| 2      | Švýcarsko (SUI)              | 2     | 0       | 3     | 5       |
| 3      | Velká Británie (GBR)         | 2     | 0       | 0     | 2       |
| 4      | Nizozemsko (NED)             | 1     | 0       | 0     | 1       |
| 5      | Francie (FRA)                | 0     | 3       | 0     | 3       |
| 6      | Kanada (CAN)                 | 0     | 2       | 0     | 2       |
| 7      | Itálie (ITA)                 | 0     | 1       | 1     | 2       |
| Celkem | Celkem                       | 7     | 7       | 7     | 21      |